# Madvillain
Madvillain var en hiphopduo bestående av MF DOOM och Madlib. Deras debutalbum Madvillainy blev hyllat av musikkritiker för dess unika stil — korta låtar, obskyr text och få refränger.

## Diskografi

### Studioalbum
- 2004 – Madvillainy

### Remixalbum
- 2008 – Madvillainy 2 - The Madlib Remix

### Singlar
- 2003 – "Money Folder / America's Most Blunted"
- 2003 – "Curls / All Caps"